# Gnaphalium
Gnaphalium is een geslacht uit de composietenfamilie (Asteraceae). De soorten komen voornamelijk wereldwijd voor in gematigde streken. Enkele soorten komen voor in de (sub)tropen, onder andere in Afrika, Azië en Australië.

## Soorten
- Gnaphalium alpigenum F.Muell. ex Hook.f.
- Gnaphalium andicola Phil.
- Gnaphalium austroafricanum Hilliard
- Gnaphalium capense Hilliard
- Gnaphalium chiliastrum (Mattf.) P.Royen
- Gnaphalium chimborazense Hieron.
- Gnaphalium clemensiae Mattf.
- Gnaphalium confine Harv.
- Gnaphalium declinatum L.f.
- Gnaphalium demidium (O.Hoffm.) Hilliard & B.L.Burtt
- Gnaphalium diamantinense Paul G.Wilson
- Gnaphalium diminutivum Phil.
- Gnaphalium ecuadorense Hieron.
- Gnaphalium englerianum (O.Hoffm.) Hilliard & B.L.Burtt
- Gnaphalium exilifolium A.Nelson
- Gnaphalium filagopsis Hilliard & B.L.Burtt
- Gnaphalium flavocephalum G.L.Nesom
- Gnaphalium genevoisi Emb.
- Gnaphalium gnaphalodes (DC.) Hilliard & B.L.Burtt
- Gnaphalium griquense Hilliard & B.L.Burtt
- Gnaphalium heleios P.Royen
- Gnaphalium indutum Hook.f.
- Gnaphalium limicola Hilliard
- Gnaphalium lycopodium Pers.
- Gnaphalium maclovianum Gand.
- Gnaphalium magellanicum Sch.Bip.
- Gnaphalium nelsonii Burtt Davy
- Gnaphalium palustre Nutt.
- Gnaphalium pauciflorum DC.
- Gnaphalium peguense R.Kr.Singh
- Gnaphalium phaeolepis Phil.
- Gnaphalium pilulare Wahlenb.
- Gnaphalium polium Wedd.
- Gnaphalium polycaulon Pers.
- Gnaphalium pseudohelichrysum Reiche
- Gnaphalium puberulum DC.
- Gnaphalium rosillense Urb.
- Gnaphalium rossicum Kirp.
- Gnaphalium rosulatum S.Moore
- Gnaphalium sepositum Benoist
- Gnaphalium simii (Bolus) Hilliard & B.L.Burtt
- Gnaphalium sodiroi Hieron.
- Gnaphalium stewartii C.B.Clarke ex Hook.f.
- Gnaphalium sylvaticum L. - Bosdroogbloem
- Gnaphalium uliginosum L. - Moerasdroogbloem
- Gnaphalium unionis Sch.Bip. ex Hochst.